# Can Montcerdà
Can Montcerdà o Can Mosa, és una masia de Tiana (Maresme) protegida com a bé cultural d'interès local.

## Descripció
Edifici civil format per una planta baixa, un pis i unes golfes a la part central, que formen un cos més elevat cobert per una teulada de dos vessants amb el carener perpendicular a la façana, a diferència de les parts laterals de l'edifici.
Destaca pel portal d'arc de mig punt dovellat que conserva a la façana, coincidint amb l'eix central. A l'estructura inicial s'hi han anat afegint nous annexos. A l'interior conserva un celler amb algunes premses molt antigues.